# Тумгоев, Тимур Хусенович
Тимур Хусенович Тумгоев (19 февраля 1987, Пригородный район, Северо-Осетинская АССР, РСФСР, СССР) — гражданин Российской Федерации, участник вооружённого конфликта на востоке Украины. 12 сентября 2018 года выдан украинскими властями российской стороне.

## Биография
Тумгоев Тимур Хусенович, ингуш по происхождению, родился 19 февраля 1987 года в Пригородном районе Северо-Осетинской Автономной Советской Социалистической Республики.

### Участие в вооружённом конфликте на востоке Украины
Как сообщили командир батальона имени шейха Мансура Муслим Чеберлоевский и комбат Украинской добровольческой армии Андрей Гергерт («Червень»), Тимур Тумгоев был членом батальона имени шейха Мансура, который входит в состав Украинской добровольческой армии, и участвовал в боевых действиях с ноября 2017 года.

### Депортация
От прокуратуры Российской Федерации поступил запрос о выдаче Тумгоева для привлечения к уголовной ответственности за совершение преступлений, предусмотренных ч. 2 ст. 208, ст. 205.3 и ч. 2 ст. 205.5 УК РФ, а именно:
прохождение обучения в целях осуществления террористической деятельности, участие в террористической организации (вооружённое формирование и деловые, участвовавший в боях против правительственных войск Сирии. Тумгоев был задержан в аэропорту Харькова 17 июня 2016 года, куда прибыл из Турции, где жил два года, по запросу об экстрадиции от прокуратуры РФ. Его удерживали в Харьковском следственном изоляторе.
Решение о выдаче Тумгоева прокуратура Украины приняла 13 октября 2016 года. Тумгоев оспаривал это решение в судах первой и апелляционной инстанций, однако получил отказ и постановление Генеральной прокуратуры Украины о выдаче вступило в силу.
После задержания в отношении Тумгоева применили временный арест, а после этого — экстрадиционный арест, который продолжался до 20 июля 2017 года. После него Тумгоева освободили под личное обязательство.
Тумгоев дважды, в 2016 и 2017 годах, обращался в органы миграционной службы Украины с заявлением о получении статуса беженца, в чём ему также было отказано. Оснований для предоставления статуса беженца установлено не было ни органами миграционной службы Украины, ни последующими административными судами первой и апелляционной инстанций: в мае 2018 года Административный суд первой инстанции отказал Тумгоеву в удовлетворении его иска в миграционную службу, а в июле апелляционный суд оставил это решение без изменений. Тумгоев обжаловал это решение в кассационном суде.
Обращение Тумгоева о приостановлении процедуры экстрадиции в Российскую Федерацию рассматривал Европейский суд по правам человека. 17 ноября 2016 года Европейский суд по правам человека принял решение о приостановлении рассмотрения дела заявителя в порядке Правила 39 Регламента суда (остановка экстрадиции) до момента получения информации от правительства Украины и заявителя. Генеральной прокуратурой Украины были предоставлены все запрашиваемые документы, после изучения которых Европейский суд отменил действие ограничительных мер.
Правозащитники Харьковской правозащитной группы обратились по делу Тумгоева в Комитет ООН по правам человека. На 12 сентября было запланировано очередное судебное заседание. К тому времени у Тумгоева была просрочена справка — документ, который выдаёт миграционная служба просителям убежища вместо паспорта.
11 сентября 2018 года, вечером, сразу после приезда из Киева в Харьков, Тумгоева задержали сотрудники правоохранительных органов доставили его в помещение полиции возле Центрального рынка, около 23:50 следователь Холодногорского ОП ГУНП в Харьковской области Корнеева Я. Ю. составила протокол о его задержании в порядке ст.ст.208, 582 УПК Украины. По сообщению Генеральной прокуратуры России с 12 до 20 сентября 2018 года Тумгоев находился в следственном изоляторе в Белгороде.
6 октября сотрудник благотворительной организации Vayfond со ссылкой на родственников Тумгоева сообщил, что Тимура избили во время этапирования во Владикавказ и он частично потерял память.